# 데라이정
데라이정(寺井町)은 이시카와현 노미군에 놓여졌던 정이다. 
남동부의 사노 지구에 이웃한 다쓰구치 마을과 걸친 구릉지대가 있는 외는 대체로 평지로 해발은 약 4m정도이며 마을 사이에는 논이 펼쳐져 있는 광경을 마을 곳곳에서 볼 수 있지만 최근에는 감반의 영향과 농업 후계자 부족현상이 생겨나고 나아가 주택 수요의 고조도 있어 많은 논이 매립되어 주택지로 전용되고 있다.
2005년 2월 1일에 노미군의 네가미정, 다쓰구치정과 합병해 노미시가 되어 자치체로서의 테라이정은 소멸하였다. 현재, 노미시청 테라이 창구 센터 주변의 지역에서, 정명으로서의 「테라이정」이 남아있다.

## 역사
- 1965년 9월 30일 - 노미군 데라이노정, 아오촌, 히사쓰네촌 (일부)이 항병해 성립하였다.
- 2005년 1월 10일 - (구) 노미시에 합병을 향해서 폐정식이 거행되었다.

## 교통

### 철도
- 서일본 여객철도 호쿠리쿠 본선 (이 역은 당초 마을 내에 만들어질 예정이었으나 지역민들이 철도 건설을 거부하는 바람에 데라이정을 우회하는 방안으로 만들어졌다는 일화가 있다. 이 때문에 이 역 플랫폼은 지금도 가파른 커브길에 설치돼 있다.)

### 도로
- 호쿠리쿠 자동차도
- 국도 8호선
- 국도 8호선 (가나자와니시 나들목)
- 국도 8호선 (고마쓰 나들목)